# Lomma distrikt
Lomma distrikt är ett distrikt i Lomma kommun och Skåne län. 
Distriktet ligger vid kusten i och omkring Lomma. 

## Tidigare administrativ tillhörighet
Distriktet inrättades 2016 och utgörs av en del av det område Lomma köping omfattade till 1971, delen som före 1951 utgjorde huvuddelen av Lomma socken. 
Området motsvarar den omfattning Lomma församling hade 1999/2000.